# George McEachran
George James McEachran (Oxford, 30 augustus 2000) is een Engels-Schots voetballer die onder contract staat bij Chelsea FC. Hij is de jongere broer van Josh McEachran.

## Carrière
George McEachran speelde in de jeugd van Chelsea FC, waar hij tot op heden alleen in het tweede elftal speelde. In het seizoen 2018/19 zat hij twee keer op de bank bij het eerste elftal van Chelsea, in de met 2-2 gelijkgespeelde uitwedstrijd in de UEFA Europa League tegen het Hongaarse MOL Vidi FC en in de finale van de Europa League tegen Arsenal FC. In de tweede helft van het seizoen 2019/20 wordt hij verhuurd aan SC Cambuur. Hier debuteerde hij in het betaald voetbal op 7 februari 2020 in de met 2-1 gewonnen thuiswedstrijd tegen MVV Maastricht. Na nog een invalbeurt tegen Roda JC Kerkrade zat de huurperiode er op, omdat de competitie vanwege de coronacrisis werd afgebroken. McEachran werd vervolgens in het seizoen 2020/21 verhuurd aan MVV Maastricht. Hier speelde hij drie wedstrijden, waarna hij in december 2020 om zwaarwegende privéredenen terugkeerde naar Engeland.

### Statistieken
| Seizoen                       | Club             | Land           | Competitie     | Competitie | Competitie | Beker | Beker | Internationaal | Internationaal | Overig | Overig | Totaal | Totaal |
| Seizoen                       | Club             | Land           | Competitie     | Wed.       | Dlp.       | Wed.  | Dlp.  | Wed.           | Dlp.           | Wed.   | Dlp.   | Wed.   | Dlp.   |
| ----------------------------- | ---------------- | -------------- | -------------- | ---------- | ---------- | ----- | ----- | -------------- | -------------- | ------ | ------ | ------ | ------ |
| 2018/19                       | Chelsea FC       | Engeland       | Premier League | 0          | 0          | 0     | 0     | 0              | 0              | 0      | 0      | 0      | 0      |
| 2019/20                       | Chelsea FC       | Engeland       | Premier League | 0          | 0          | 0     | 0     | 0              | 0              | 0      | 0      | 0      | 0      |
| 2019/20                       | → SC Cambuur     | Nederland      | Eerste divisie | 2          | 0          | 0     | 0     | –              | –              | –      | –      | 2      | 0      |
| 2020/21                       | → MVV Maastricht | Nederland      | Eerste divisie | 3          | 0          | 0     | 0     | –              | –              | –      | –      | 3      | 0      |
| Carrièretotaal                | Carrièretotaal   | Carrièretotaal | Carrièretotaal | 5          | 0          | 0     | 0     | 0              | 0              | 0      | 0      | 5      | 0      |
| Bijgewerkt op 12 januari 2021 |                  |                |                |            |            |       |       |                |                |        |        |        |        |